# Кубок Меланезії з футболу
Кубок Меланезії (англ. Melanesia Cup) — футбольний чемпіонат для країн Меланезії, також виконував функції зонального відбіркового турніру (як і Кубок Полінезії) Кубка націй ОФК і одного з етапів зонального відбіркового турніру чемпіонату світу. Останній кубок був зіграний у 2000 році. За регламентом турніру всі команди зустрічалися одна з одною один раз в місці проведення чемпіонату.
У 2008 році був створений Кубок Ванток, що розігрується між трьома країнами —  Папуа Нова Гвінея,  Соломонові Острови та  Вануату. ОФК назвала його «турніром, що нагадує про нині не діючий Кубок Меланезії».

## Учасники
- Фіджі
- Вануату
- Соломонові Острови
- Нова Каледонія
- Папуа Нова Гвінея

## Переможці
| 5 | Фіджі              | 1988, 1989, 1992, 1998, 2000 |
| 1 | Вануату            | 1990                         |
| 1 | Соломонові Острови | 1994                         |
| 1 | Папуа Нова Гвінея  | 1996                         |

## Результати
| Рік             | Місце              | Переможець         | 2 місце            | 3 місце            | 4 місце            |
| --------------- | ------------------ | ------------------ | ------------------ | ------------------ | ------------------ |
| 1988 Детальніше | Соломонові Острови | Фіджі              | Соломонові Острови | Нова Каледонія     | Вануату            |
| 1989 Детальніше | Фіджі              | Фіджі              | Нова Каледонія     | Соломонові Острови | Папуа Нова Гвінея  |
| 1990 Детальніше | Вануату            | Вануату            | Нова Каледонія     | Фіджі              | Соломонові Острови |
| 1992 Детальніше | Вануату            | Фіджі              | Нова Каледонія     | Соломонові Острови | Вануату            |
| 1994 Детальніше | Соломонові Острови | Соломонові Острови | Фіджі              | Папуа Нова Гвінея  | Нова Каледонія     |
| 1996 Детальніше | Папуа Нова Гвінея  | Папуа Нова Гвінея  | Соломонові Острови | Вануату            |                    |
| 1998 Детальніше | Вануату            | Фіджі              | Вануату            | Соломонові Острови | Папуа Нова Гвінея  |
| 2000 Детальніше | Фіджі              | Фіджі              | Соломонові Острови | Вануату            | Нова Каледонія     |